# De Tijd (België)
De Tijd, voor 2003 bekend als De Financieel-Economische Tijd (FET), is een Belgisch Nederlandstalig dagblad.

## Geschiedenis

### Oprichting
De krant werd opgericht in 1968 onder de titel De Financieel-Economische Tijd door het Vlaams Economisch Verbond (VEV), een aantal Vlaamse bedrijven en privépersonen. In die hoedanigheid is het de verderzetting van het halfmaandelijkse VEV-berichten (1926 tot 1963) en het weekblad Tijd (1963 tot 1968). Het eerste nummer van de FET verscheen op 3 januari 1968 en werd uitgegeven door Uitgeversbedrijf Tijd uit Antwerpen. In die hoedanigheid was het ook een verderzetting van Avond-Echo, dat in 1889 als de Franstalige beurskrant Anvers-Bourse werd opgericht en vanaf de Tweede Wereldoorlog als Avond-Echo in het Nederlands verscheen. Uitgever was de nv Imprimerie Anvers-Bourse, die in 1967 tot de nv Uitgeversbedrijf Tijd werd omgedoopt. Leidinggevende figuren waren onder andere Frans Wildiers, Fernand Nédée, René De Feyter, Hector De Bruyne en Paul Francken. De eerste hoofdredacteur was Eugeen Magiels en de eerste redactiesecretaris was Frans Smets. Het blad stelde zich de Vlaamse economische ontvoogding tot doel. De eerste oplage bedroeg circa 10.000 exemplaren en was in de beginjaren erg beursgeoriënteerd. Het eerste jaar werd een verlies van 800.000 BEF gemaakt, vanaf het tweede jaar was er winst.

### Recente geschiedenis
De krant was op 23 februari 1995 de eerste Vlaamse krant die ook een online editie kreeg en er is ook een app beschikbaar. Ze bereikte eind 2007 via haar website www.tijd.be gemiddeld 85.000 unieke bezoekers per werkdag. Sinds november 2003 draagt het de huidige titel. Het dagblad presenteert zichzelf met het motto "Voor belangrijke zaken neemt u De Tijd". In 2005 werd het Uitgeversbedrijf Tijd overgenomen door een consortium van de uitgeversgroepen De Persgroep (met onder meer Het Laatste Nieuws en De Morgen) en Groupe Rossel (met onder meer Le Soir). Samen met de Franstalige tegenhanger L'Echo werd De Tijd ondergebracht in een nieuw bedrijf, Mediafin, waarin De Persgroep en Rossel elk voor 50% participeren. 
Naar aanleiding van de derde verjaardag van de uitgeverij van de krantentitel, Mediafin, en om de krantentitels beter te profileren als zakelijke, financiële en beurskranten, worden zowel L'Echo als De Tijd sinds mei 2009 op zalmkleurig papier gedrukt. Hiermee maken zij dezelfde keuze als de Financial Times en Het Financieele Dagblad. Sinds 2008 heeft de krant, samen met L'Echo een weekendbijlage, Sabato.
In 2012 kon de krant de journalisten Koen Meulenaere en Rik Van Cauwelaert aantrekken van het tijdschrift Knack als politiek commentatoren.
In oktober 2017 verkocht DPG Media zijn 50 procent in Mediafin aan Roularta. De andere aandeelhouder bleef Groupe Rossel.
Beide redacties zijn gehuisvest op de historische locatie van Thurn en Taxis in Brussel.

## Structuur
De Tijd is een gespecialiseerde financieel-economische krant. Zij richt zich voornamelijk op bedrijfsleiders en managers, beleggers en beleidsmakers binnen en buiten het politieke veld. In de eerste jaren was de krant sterk gericht op de beurs. De redactie van De Tijd is onderverdeeld in verschillende kleine redacties met hun eigen coördinator. De belangrijkste deelredacties zijn 'Politiek & Economie', 'Ondernemen', 'Beleggen', 'Centrale Nieuwstafel', 'Netto' en 'Weekend en Reportage'.
Sinds begin 2022 produceert de redactie van De Tijd ook enkele podcasts, zoals De 7 (een dagelijks nieuwsoverzicht in zeven punten) en De Beursvoyeurs (een wekelijkse beleggenpodcast).

### Redactie
| Periode                        | Hoofdredacteur                 |
| De Financieel-Economische Tijd | De Financieel-Economische Tijd |
| ------------------------------ | ------------------------------ |
| 1968 - 1988                    | Eugeen Magiels                 |
| 1988 - 1993                    | Jerry van Waterschoot          |
| 1993 - 1999                    | Hans Maertens                  |
| 1999 - 2003                    | Marc Van Cauteren              |
| De Tijd                        |                                |
| 2003 - 2006                    | Marc Van Cauteren              |
| 2006 - 2007                    | Frederik Delaplace             |
| 2007 - 2009                    | Frank Demets                   |
| 2009 - 2011                    | Pierre Huylenbroeck            |
| 2011 - 2016                    | Isabel Albers                  |
| 2016 - 2020                    | Stephanie De Smedt             |
| 2020 - heden                   | Peter De Groote                |

### Oplage en verkoop
De oplage bedroeg in de jaren 1970 iets meer dan 10.000 exemplaren. In de jaren 1980 steeg dit onder leiding van directeur Jan Lamers. In de jaren 1980 en 1990 werden verschillende diensten toegevoegd aan de krant zoals de nieuwsbrief De Belegger, de elektronische uitgeefdienst Tijd Electronic Services (o.a. downloaden van slotkoersen en het verspreiden van nieuws en actuele koersen; in 1998 gefuseerd met Beursmedia en in 2001 overgenomen door Uitgeversbedrijf Tijd om in 2008 overgenomen te worden door VWD Group AG), opleidings- en seminariedienst Tijd Academie, databank Tijd Agenda en beursdienst Tijdnet. Sinds 2000 (toen de krant een oplage van ongeveer 67.000 exemplaren had) is de oplage tot de introductie van de digitale versie in 2008 gedaald tot ongeveer 50.000. Nadien is de printoplage en verkoop sterk teruggevallen maar dit verlies wordt meer dan gecompenseerd door de verkoop van de digitale versie zodat de totale verkoop over de periode 2008 - 2015 met iets meer dan tien procent is toegenomen. Net als zijn Franstalige tegenhanger L'Echo kent De Tijd een digitaal aandeel in de verkoop van ongeveer 1/3. Dit is ongeveer viermaal hoger dan het geval is voor de andere Nederlandstalige kranten.

#### Oplage print
| Naam           | 1999   | 2000   | 2001   | 2002   | 2003   | 2004   | 2005   | 2006   |
| -------------- | ------ | ------ | ------ | ------ | ------ | ------ | ------ | ------ |
| Oplage - Print | 63.799 | 67.209 | 66.835 | 59.144 | 50.109 | 48.369 | 47.557 | 48.751 |

#### Oplage en verkoop: print & digitaal
| Naam               | 2007   | 2008   | 2009   | 2010   | 2011   | 2012   | 2013   | 2014   | 2015   |
| ------------------ | ------ | ------ | ------ | ------ | ------ | ------ | ------ | ------ | ------ |
| Oplage - Print     | 47.336 | 52.094 | 43.356 | 41.759 | 39.660 | 37.042 | 35.440 | 34.725 | 34.431 |
| Verkoop - Print    | 37.925 | 37.021 | 35.504 | 34.271 | 31.939 | 29.617 | 28.479 | 27.501 | 27.204 |
| Verkoop - Digitaal | 0      | 117    | 504    | 1.857  | 5.592  | 9.584  | 11.790 | 12.722 | 13.861 |
| Verkoop - Totaal   | 37.925 | 37.138 | 36.008 | 36.128 | 37.531 | 39.201 | 40.269 | 40.223 | 41.065 |

Bron: CIM